# Economia de l'Alemanya nazi

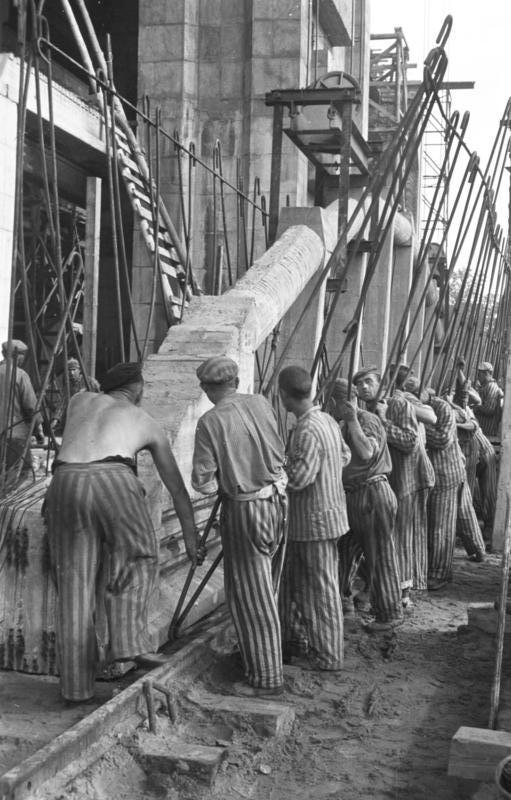
Presoners treballant en la construcció del refugi de Valentine per a U-Boots l'any 1944.

L'economia de l'Alemanya nazi explica com l'economia alemanya, com les d'altres nacions occidentals, va patir els efectes de la Gran Depressió, amb un augment de l'atur al voltant del crac del 29. Quan Adolf Hitler va esdevenir Canceller el 1933, va introduir polítiques destinades a millorar l'economia. Els canvis incloïen la privatització d'indústries estatals, l'autarquia, i aranzels en importacions. Els sous van incrementar en un 10,9% en termes reals durant aquest període. Tanmateix, la reducció en comerç exteriors va significar el racionament de béns com la fruita i la roba per a molts alemanys.
El 1934, Hjalmar Schacht, el Ministre d'Economia del Reich, va introduir els bons Mefo (pagarés del govern), una circulació monetària paral·lela, amb els que l'Estat pagava les empreses. Els bons Mefo no apareixien en els pressupostos federals per tal d'ajudar a amagar el rearmament. Entre el 1933 i el 1939 els ingressos totals eren de 62 bilions de marcs, mentre que les despeses (que de vegades comprenien el 60% dels costos de rearmament) excedien els 101 bilions, causant així un enorme dèficit i deute nacional (que va arribar als 38 bilions de marcs el 1939, coincidint amb la Kristallnacht el novembre de 1938 i amb persecucions de jueus intensificades i l'esclat de la Segona Guerra Mundial). Quan una bona part de les lletres de canvi de Mefo de cinc anys van vèncer el 1938, el govern nacionalsocialista va fer servir "mètodes altament sospitosos" pels quals "bancs van haver de comprar deute públic, i el govern va extreure diners de comptes d'estalvi i asseguradores," principalment a causa d'una falta de liquiditat del govern. L'any 1938, l'atur pràcticament havia desaparegut.

## Economia política de l'Alemanya nazi
A principis de la seva carrera política, Adolf Hitler va considerar els aspectes econòmics relativament poc importants. El 1922, digué que "la història del món ens ensenya que cap persona ha esdevingut gran a través de la seva economia, però sí que en pot perir", i més endavant conclogué que "l'economia és quelcom d'importància secundària". Hitler i els nacionalsocialistes tenien una concepció idealista de la història molt forta, que considerava que els esdeveniments humans estan guiats per petits nombres d'individus excepcionals que persegueixen un ideal major. Creien que tots els aspectes econòmics, en ser purament materials, no eren dignes de la seva consideració. Hitler va arribar a culpar tots els governants alemanys anteriors des d'Otto von Bismarck d'haver "subjugat la nació al materialisme" en haver confiat més en un desenvolupament econòmic pacífic que en l'expansió a través de la guerra.
El "programa dels 25 punts" original del partit, adoptat el 1920, llistava diverses demandes econòmiques (incloent-hi "l'abolició de tots els ingressos no fets a través del treball", la "confiscació implacable de tots els ingressos de la guerra", la "nacionalització de totes les empreses que s'han format en corporacions", "la compartició d'ingressos en grans empreses", el "desenvolupament extensiu d'assegurances per a persones grans" i la "reforma de terreny adequada a les necessitats nacionals"), però el grau en què els nazis donaven suport a aquest programa s'ha qüestionat posteriorment. Es van fer diversos intents durant els anys 1920 per canviar parts del programa o reemplaçar-lo sencer. Per exemple, el 1924, Gottfried Feder va proposar un nou programa de 39 punts que mantenia alguns punts anteriors, en canviava alguns i n'afegia força de completament nous. Hitler refusava permetre qualsevol discussió del programa del partit després del 1925, ostensiblement creient que no feia falta cap discussió, ja que el programa era "inviolable" i no necessitava cap canvi. Alhora, tanmateix, Hitler mai no va donar suport en públic del programa i molts historiadors consideren que s'hi oposava en privat. Hitler no mencionava cap dels punts principals del partit en el seu llibre Mein Kampf, i només en parlava com a "l'anomenat programa del moviment."

## Opinions de Hitler sobre l'economia
El punt de vista de Hitler sobre l'economia, més enllà de la seva creença inicial que l'economia era un afer d'importància secundària, es debat. D'una banda, va dir en un discurs que "Si som socialistes, llavors per força hem de ser antisemites—i al contrari, en aquest cas, és el materialisme i el mammonisme al que ens oposem... Com, com a socialista, pots no ser antisemita?" però va ser clar en assenyalar que la seva interpretació del socialisme "no té res a veure amb la del socialisme marxista," dient que "el marxisme és anti-propietat; el socialisme verdader no ho és." Més endavant, Hitler digué: "Socialisme! Realment és una paraula poc afortunada... Què significa realment socialisme? Si les persones tenen quelcom per menjar i els seus plaers, llavors tenen el seu socialisme." El terme que Hitler va desitjar més endavant que s'hagués fet servir pel seu partit polític era "social revolucionari". En privat, Hitler també va dir que "jo insisteixo absolutament en protegir la propietat privada... hem d'encoratjar la iniciativa privada." En una altra ocasió, va aclarir aquesta afirmació dient que el govern hauria de tenir el poder per regular l'ús de la propietat privada pel bé de la nació. Poc després d'arribar al poder, Hitler digué un confident: "Ja no hi ha llicència, cap esfera privada on l'individu pertany a ell mateix. Això és socialisme, no qüestions tan trivials com la possibilitat de posseir privadament els mitjans de producció. Aquestes coses no signifiquen res si faig les persones subjectes d'un tipus de disciplina que no poden escapar... Quina necessitat tenim de socialitzar bancs i fàbriques? Hem de socialitzar els éssers humans".
Creia clarament que la falta d'un programa econòmic precís era una de les fortaleses del Partit Nazi, dient: "la característica bàsica de la nostra teoria econòmica és que no tenim en tenim." Mentre que no abraçava una filosofia econòmica específica, Hitler feia servir temes antisemites per atacar sistemes econòmics en altres països, associant jueus ètnics tant amb el comunisme ("bolxevisme jueu") i el capitalisme, dues postures a les quals s'oposava. Hitler també creia que els individus d'una nació lluitaven entre ells per la supervivència, i que aquesta competició implacable era bona per la salut de la nació, perquè promovia "individus superiors" a posicions més elevades de la societat. El juliol de 1944 a Berchtesgaden, Hitler va fer el seu últim discurs davant d'un públic. Esbossat per Albert Speer, aquest discurs emfasitzava l'"autoresponsabilitat de la indústria". Després que la guerra és guanyés, "la iniciativa privada dels negocis alemanys passaran pel seu millor moment". Hitler també va expressar la seva creença en el "posterior desenvolupament de la humanitat a través de la promoció de la iniciativa privada, en la qual sol, jo veig la precondició per tot progrés real." Durant el seu discurs, Hitler rebé pocs aplaudiments per part dels industrialistes, que van quedar atordits. Speer va explicar que la decepció dels industralistes era a causa de la manera confusa i pragmàtica de parlar de Hitler, que "sabotejava totes les seves promeses a la indústria."